# 銀河面

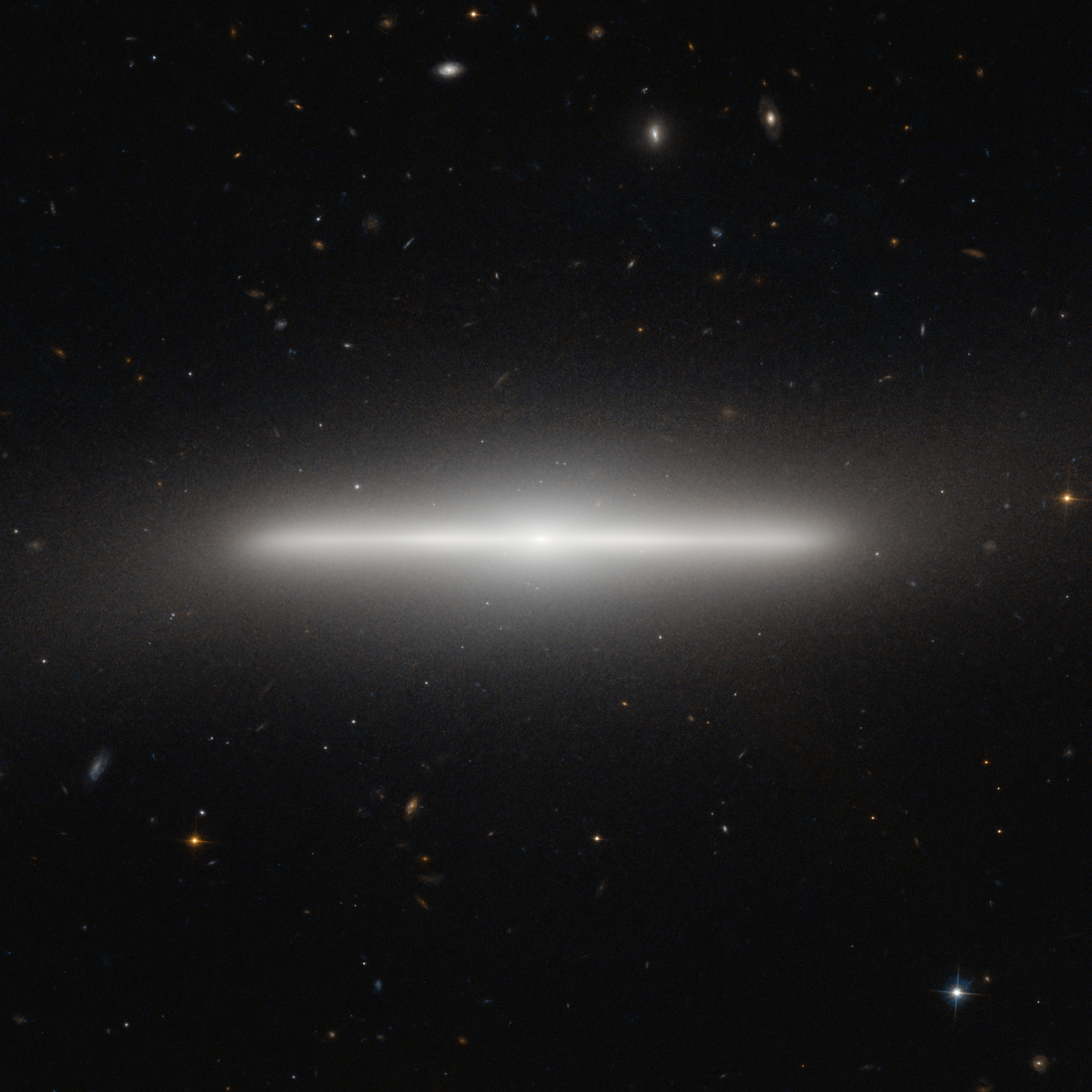
NGC 4452は、地球から真横に見え、中央に核が見える。

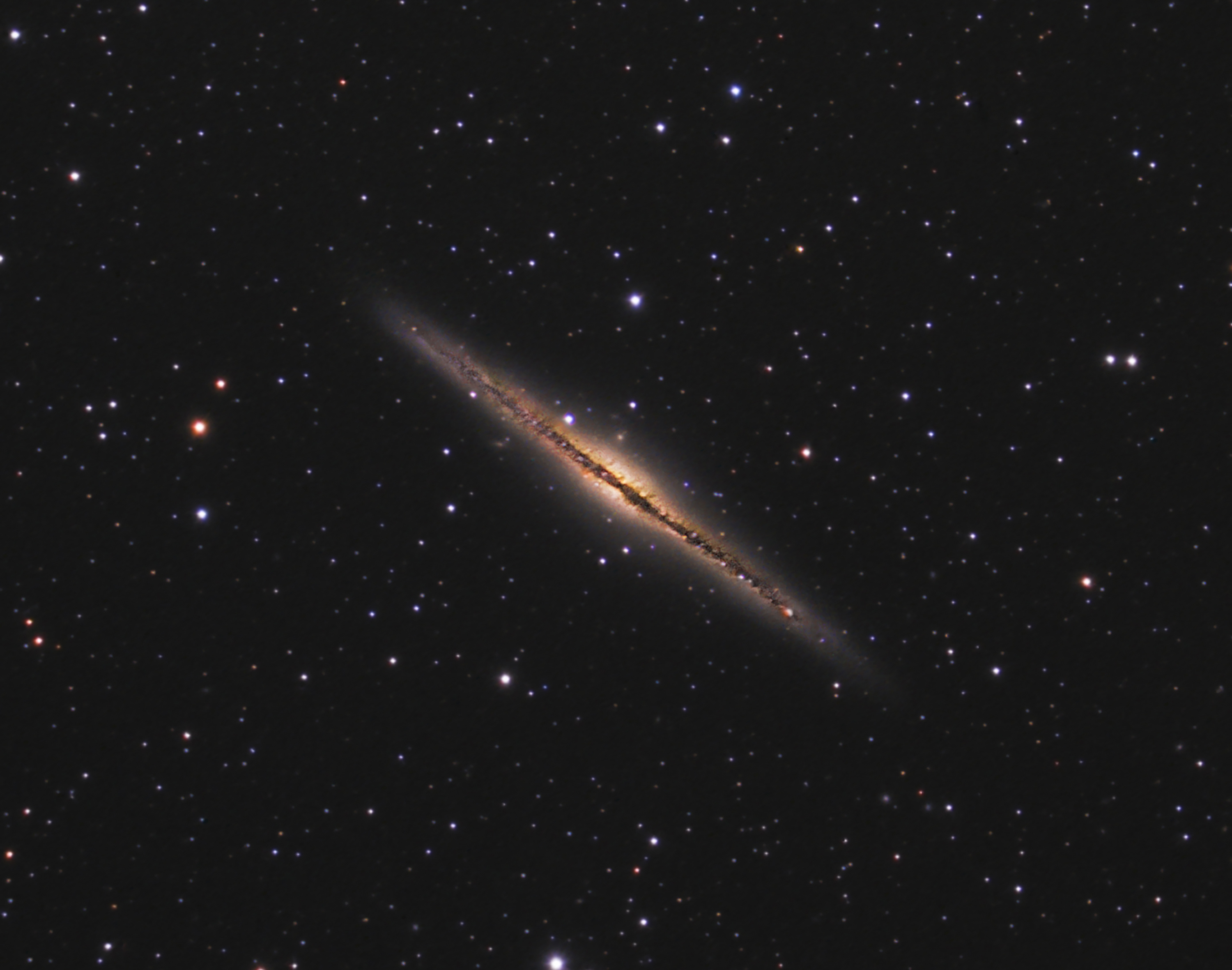
渦巻銀河NGC 891は、塵の多い銀河面を持つ。

銀河面(ぎんがめん、Galactic plane)は、円盤のような形の銀河の質量の大部分が存在する平面である。銀河面に垂直な直線は、銀河極(Galactic poles)の方を向く。実際には、銀河面や銀河極という言葉は、特に銀河系のものを指すことが多い。不規則な形の銀河で、明確な円盤を持たないものもある。銀河系のような渦巻銀河でさえ、恒星が完全に同一平面上になく、銀河面の定義が不完全で恣意的なものもある。1959年、国際天文学連合は、銀河系の北極の位置を、当時使われていたB1950元期で赤経12h49m、赤緯27°24′と正確に定めた。現在のJ2000元期では、歳差を考慮に入れると、正確な位置は赤経12h51m26.282s、赤緯27°07′42.01″となる。この位置は、うしかい座の明るいアークトゥルスに近い。同様に、銀河系の南極は、ちょうこくしつ座にある。
銀河座標の"経度0°"も1959年に天の極から123°の位置角と定められた。そのため、銀河赤道上の経度0°の天は、B1950では赤経17h42m26.603s、赤緯-28°55′00.445″、またはJ2000では赤経17h45m37.224s、赤緯-28°56′10.23″で位置角は122.932°である。銀河中心は、北面の東31.72°（B1950）または31.40°（J2000）の位置角にある。